# Cornish–Windsor Covered Bridge
Die Cornish–Windsor Covered Bridge, deutsch in etwa Gedeckte Brücke von Cornish–Windsor, ist eine 1866 fertiggestellte gedeckte Brücke, die von Cornish in New Hampshire über den Connecticut River nach Windsor in Vermont führt. Sie ist nach den beiden Ortschaften benannt, die sie verbindet. Mit einer Länge von 140 m ist sie die längste erhaltene gedeckte Brücke in den USA und die längste zweifeldrige gedeckte Brücke der Welt.

## Geschichte
Die Brücke wurde 1866 als Mautbrücke an einer Stelle gebaut, an der bereits seit 1796 Brücken standen, die aber immer wieder von Hochwasser weggetragen wurden. Sie verwendet als Tragwerk Townsche Lattenträger. Die Brücke wurde 1936 von New Hampshire gekauft und 1943 von Maut befreit. 1988 wurde die Brücke saniert, die immer noch vom regulären Verkehr einer Nebenstraße genutzt wird.